# Siwaisu
Siwaisu, jedna od tri skupine južnih nambikwara s rezervata AI Pirineus de Souza u brazilskoj državi Mato Grosso, koji govore istoimenim dijalektom skupine Manduka ili Munduka. Ostale dvije skupine su Hinkutesu i Niyahlosu